# Labyrinthe géant de Guéret
Le labyrinthe géant de Guéret ou labyrinthe géant des Monts de Guéret est un labyrinthe végétal avec 22 000 m2 et 4,5 km d'allées. Il se situe à Guéret dans le département de la Creuse en région Nouvelle-Aquitaine.  
Il s'agit d'une attraction touristique.  

## Histoire
Le labyrinthe s'est appelé en 1995 « labyrinthe végétal » sans même être construit. Les fondateurs du labyrinthe recherchent un terrain qui serait visible depuis la RN 145 mais après de longues recherches, les fondateurs trouvent un terrain dans la ville de Guéret aux abords de la Forêt de Chabrières. 
Après des discussions échangées entre les fondateurs et la mairie de la ville, un accord est trouvé pour construire le labyrinthe. Trois années ont été nécessaires pour le rendre opérationnel. 
C'est en 1996 que le labyrinthe est érigé sur le terrain prévu pour une durée de 18 ans.  